# Cronistoria dell'Aston Villa Football Club
Aggiornata alla stagione 2019-2020.
| 1879/80 | -                        | Terzo Turno            | -                           | -                                                               |
| 1880/81 | -                        | Quarto Turno           | -                           | -                                                               |
| 1881/82 | -                        | Quarto Turno           | -                           | -                                                               |
| 1882/83 | -                        | Quarti di Finale       | -                           | -                                                               |
| 1883/84 | -                        | Quarti di Finale       | -                           | -                                                               |
| 1884/85 | -                        | Terzo Turno            | -                           | -                                                               |
| 1885/86 | -                        | Secondo Turno          | -                           | -                                                               |
| 1886/87 | -                        | Vincitore della FA Cup | -                           | -                                                               |
| 1887/88 | -                        | Quinto Turno           | -                           | -                                                               |
| 1888/89 | 2° nella Football League | Terzo Turno            | -                           | -                                                               |
| 1889/90 | 8° nella Football League | Secondo Turno          | -                           | -                                                               |
| 1890/91 | 9° nella Football League | Secondo Turno          | -                           | -                                                               |
| 1891/92 | 4° nella Football League | Finalista              | -                           | -                                                               |
| 1892/93 | 4° nella Divisione 1     | Primo Turno            | -                           | -                                                               |
| 1893/94 | Campione d'Inghilterra   | Terzo Turno            | -                           | -                                                               |
| 1894/95 | 3° nella Divisione 1     | Vincitore della FA Cup | -                           | -                                                               |
| 1895/96 | Campione d'Inghilterra   | Primo Turno            | -                           | -                                                               |
| 1896/97 | Campione d'Inghilterra   | Vincitore della FA Cup | -                           | -                                                               |
| 1897/98 | 6° nella Divisione 1     | Quinto Turno           | -                           | -                                                               |
| 1898/99 | Campione d'Inghilterra   | Primo Turno            | -                           | -                                                               |
| 1899/00 | Campione d'Inghilterra   | Terzo Turno            | -                           | -                                                               |
| 1900/01 | 15° nella Divisione 1    | Semifinali             | -                           | -                                                               |
| 1901/02 | 8° nella Divisione 1     | Primo Turno            | -                           | -                                                               |
| 1902/03 | 2° nella Divisione 1     | Semifinali             | -                           | -                                                               |
| 1903/04 | 5° nella Divisione 1     | Secondo Turno          | -                           | -                                                               |
| 1904/05 | 4° nella Divisione 1     | Vincitore della FA Cup | -                           | -                                                               |
| 1905/06 | 8° nella Divisione 1     | Terzo Turno            | -                           | -                                                               |
| 1906/07 | 5° nella Divisione 1     | Secondo Turno          | -                           | -                                                               |
| 1907/08 | 2° nella Divisione 1     | Terzo Turno            | -                           | -                                                               |
| 1908/09 | 7° nella Divisione 1     | Primo Turno            | -                           | -                                                               |
| 1909/10 | Campione d'Inghilterra   | Terzo Turno            | -                           | -                                                               |
| 1910/11 | 2° nella Divisione 1     | Secondo Turno          | -                           | -                                                               |
| 1911/12 | 6° nella Divisione 1     | Secondo Turno          | -                           | -                                                               |
| 1912/13 | 2° nella Divisione 1     | Vincitore della FA Cup | -                           | -                                                               |
| 1913/14 | 2° nella Divisione 1     | Semifinali             | -                           | -                                                               |
| 1914/15 | 13° nella Divisione 1    | Secondo Turno          | -                           | -                                                               |
| Dalla stagione 1915/16 alla 1918/19 tutti i campionati vengono sospesi a causa della prima guerra mondiale   |                          |                        |                             |                                                                 |
| 1919/20 | 9° nella Divisione 1     | Vincitore della FA Cup | -                           | -                                                               |
| 1920/21 | 10° nella Divisione 1    | Quarto Turno           | -                           | -                                                               |
| 1921/22 | 5° nella Divisione 1     | Quarto Turno           | -                           | -                                                               |
| 1922/23 | 6° nella Divisione 1     | Primo Turno            | -                           | -                                                               |
| 1923/24 | 6° nella Divisione 1     | Finalista              | -                           | -                                                               |
| 1924/25 | 15° nella Divisione 1    | Terzo Turno            | -                           | -                                                               |
| 1925/26 | 6° nella Divisione 1     | Quinto Turno           | -                           | -                                                               |
| 1926/27 | 10° nella Divisione 1    | Terzo Turno            | -                           | -                                                               |
| 1927/28 | 8° nella Divisione 1     | Quinto Turno           | -                           | -                                                               |
| 1928/29 | 4° nella Divisione 1     | Semifinalista          | -                           | -                                                               |
| 1929/30 | 4° nella Divisione 1     | Quarti di Finale       | -                           | -                                                               |
| 1930/31 | 2° nella Divisione 1     | Terzo Turno            | -                           | -                                                               |
| 1931/32 | 5° nella Divisione 1     | Quarto Turno           | -                           | -                                                               |
| 1932/33 | 2° nella Divisione 1     | Quarto Turno           | -                           | -                                                               |
| 1933/34 | 13° nella Divisione 1    | Semifinali             | -                           | -                                                               |
| 1934/35 | 13° nella Divisione 1    | Terzo Turno            | -                           | -                                                               |
| 1935/36 | 21° nella Divisione 1    | Terzo Turno            | -                           | -                                                               |
| 1936/37 | 9° nella Divisione 2     | Terzo Turno            | -                           | -                                                               |
| 1937/38 | 1° nella Divisione 2     | Semifinali             | -                           | -                                                               |
| 1938/39 | 12° nella Divisione 1    | Quarto Turno           | -                           | -                                                               |
| Dalla stagione 1939/40 alla 1945/46 tutti i campionati vengono sospesi a causa della seconda guerra mondiale |                          |                        |                             |                                                                 |
| 1945/46 | -                        | Quarti di Finale       | -                           | -                                                               |
| 1946/47 | 8° nella Divisione 1     | Terzo Turno            | -                           | -                                                               |
| 1947/48 | 6° nella Divisione 1     | Terzo Turno            | -                           | -                                                               |
| 1948/49 | 10° nella Divisione 1    | Quarto Turno           | -                           | -                                                               |
| 1949/50 | 12° nella Divisione 1    | Terzo Turno            | -                           | -                                                               |
| 1950/51 | 15° nella Divisione 1    | Quarto Turno           | -                           | -                                                               |
| 1951/52 | 6° nella Divisione 1     | Terzo Turno            | -                           | -                                                               |
| 1952/53 | 11° nella Divisione 1    | Quarti di Finale       | -                           | -                                                               |
| 1953/54 | 13° nella Divisione 1    | Terzo Turno            | -                           | -                                                               |
| 1954/55 | 6° nella Divisione 1     | Quarto Turno           | -                           | -                                                               |
| 1955/56 | 20° nella Divisione 1    | Quarto Turno           | -                           | -                                                               |
| 1956/57 | 10° nella Divisione 1    | Vincitore della FA Cup | -                           | -                                                               |
| 1957/58 | 14° nella Divisione 1    | Terzo Turno            | -                           | -                                                               |
| 1958/59 | 21° nella Divisione 1    | Semifinali             | -                           | -                                                               |
| 1959/60 | 1° nella Divisione 2     | Semifinali             | -                           | -                                                               |
| 1960/61 | 9° nella Divisione 1     | Quinto Turno           | Vincitore della Carling Cup | -                                                               |
| 1961/62 | 7° nella Divisione 1     | Quarti di Finale       | Terzo Turno                 | -                                                               |
| 1962/63 | 15° nella Divisione 1    | Quarto Turno           | Finalista                   | -                                                               |
| 1963/64 | 19° nella Divisione 1    | Terzo Turno            | Terzo Turno                 | -                                                               |
| 1964/65 | 16° nella Divisione 1    | Quinto Turno           | Semifinali                  | -                                                               |
| 1965/66 | 16° nella Divisione 1    | Terzo Turno            | Quarti di Finale            | -                                                               |
| 1966/67 | 21° nella Divisione 1    | Terzo Turno            | Secondo Turno               | -                                                               |
| 1967/68 | 16° nella Divisione 2    | Quarto Turno           | Secondo Turno               | -                                                               |
| 1968/69 | 18° nella Divisione 2    | Quinto Turno           | Secondo Turno               | -                                                               |
| 1969/70 | 21° nella Divisione 2    | Terzo Turno            | Secondo Turno               | -                                                               |
| 1970/71 | 4° nella Divisione 3     | Primo Turno            | Finalista                   | -                                                               |
| 1971/72 | 1° nella Divisione 3     | Primo Turno            | Quarto Turno                | -                                                               |
| 1972/73 | 3° nella Divisione 2     | Terzo Turno            | Terzo Turno                 | -                                                               |
| 1973/74 | 14° nella Divisione 2    | Quinto Turno           | Secondo Turno               | -                                                               |
| 1974/75 | 2° nella Divisione 2     | Quinto Turno           | Vincitore della Carling Cup | -                                                               |
| 1975/76 | 16° nella Divisione 1    | Terzo Turno            | Terzo Turno                 | -                                                               |
| 1976/77 | 4° nella Divisione 1     | Quarti di Finale       | Vincitore della Carling Cup | -                                                               |
| 1977/78 | 8° nella Divisione 1     | Terzo Turno            | Quarto Turno                | -                                                               |
| 1978/79 | 8° nella Divisione 1     | Terzo Turno            | Quarto Turno                | -                                                               |
| 1979/80 | 7° nella Divisione 1     | Quarti di Finale       | Terzo Turno                 | -                                                               |
| 1980/81 | Campione d'Inghilterra   | Terzo Turno            | Terzo Turno                 | -                                                               |
| 1981/82 | 11° nella Divisione 1    | Quinto Turno           | Quarti di Finale            | Coppa dei Campioni - Vincitore                                  |
| 1982/83 | 6° nella Divisione 1     | Quarti di Finale       | Secondo Turno               | Supercoppa UEFA - Vincitore                                     |
| 1983/84 | 10° nella Divisione 1    | Terzo Turno            | Semifinali                  | Coppa UEFA - Secondo Turno                                      |
| 1984/85 | 10° nella Divisione 1    | Terzo Turno            | Terzo Turno                 | -                                                               |
| 1985/86 | 16° nella Divisione 1    | Quarto Turno           | Semifinali                  | -                                                               |
| 1986/87 | 22° nella Divisione 1    | Terzo Turno            | Quarto Turno                | -                                                               |
| 1987/88 | 2° nella Divisione 2     | Quarto Turno           | Quarto Turno                | -                                                               |
| 1988/89 | 17° nella Divisione 1    | Quarti di Finale       | Terzo Turno                 | -                                                               |
| 1989/90 | 2° nella Divisione 1     | Quarti di Finale       | Terzo Turno                 | -                                                               |
| 1990/91 | 17° nella Divisione 1    | Terzo Turno            | Quarti di Finale            | Coppa UEFA - Secondo Turno                                      |
| 1991/92 | 7° nella Divisione 1     | Quarti di Finale       | Secondo Turno               | -                                                               |
| 1992/93 | 2° nella Premier League  | Quarto Turno           | Quarto Turno                | -                                                               |
| 1993/94 | 10° nella Premier League | Quinto Turno           | Vincitore della Carling Cup | Coppa UEFA - Secondo Turno                                      |
| 1994/95 | 18° nella Premier League | Quarto Turno           | Quarto Turno                | Coppa UEFA - Secondo Turno                                      |
| 1995/96 | 4° nella Premier League  | Semifinali             | Vincitore della Carling Cup | -                                                               |
| 1996/97 | 5° nella Premier League  | Quarto Turno           | Quarto Turno                | -                                                               |
| 1997/98 | 7° nella Premier League  | Quinto Turno           | Terzo Turno                 | -                                                               |
| 1998/99 | 6° nella Premier League  | Quarto Turno           | Terzo Turno                 | -                                                               |
| 1999/00 | 6° nella Premier League  | Finalista              | Semifinali                  | -                                                               |
| 2000/01 | 8° nella Premier League  | Quarto Turno           | Terzo Turno                 |                                                                 |
| 2001/02 | 6° nella Premier League  | Terzo Turno            | Quarto Turno                | Coppa Intertoto - Vincitore                                     |
| 2002/03 | 16° nella Premier League | Terzo Turno            | Quarti di Finale            | -                                                               |
| 2003/04 | 6° nella Premier League  | Terzo Turno            | Semifinali                  | -                                                               |
| 2004/05 | 10° nella Premier League | Terzo Turno            | Terzo Turno                 | -                                                               |
| 2005/06 | 16° nella Premier League | Quinto Turno           | Quarto Turno                | -                                                               |
| 2006/07 | 11° nella Premier League | Terzo Turno            | Quarto Turno                | -                                                               |
| 2007/08 | 6° nella Premier League  | Terzo Turno            | Terzo Turno                 | -                                                               |
| 2008/09 | 6° nella Premier League  | Quinto Turno           | Terzo Turno                 | Coppa Intertoto - Terzo Turno Coppa UEFA - Sedicesimi di finale |
| 2009/10 | 6° nella Premier League  | Semifinali             | Finalista                   | UEFA Europa League - Play-off                                   |
| 2010/11 | 9° nella Premier League  | Quinto Turno           | Quarti di Finale            | UEFA Europa League - Play-off                                   |
| 2011/12 | 16° nella Premier League | Quarto Turno           | Terzo Turno                 |                                                                 |
| 2012/13 | 16° nella Premier League | Sedicesimi di finale   | Semifinali                  |                                                                 |
| 2013/14 | 15° nella Premier League | Terzo turno            | Sedicesimi di finale        |                                                                 |
| 2014/15 | 16° nella Premier League | Finalista              | Secondo turno               |                                                                 |
| 2015/16 | 20° nella Premier League | Quarto Turno           | Quarto Turno                |                                                                 |
| 2016/17 | 12° nella Championship   | Terzo Turno            | Primo Turno                 |                                                                 |
| 2017/18 | 4° nella Championship    | Terzo Turno            | Terzo Turno                 |                                                                 |
| 2018/19 | 5° nella Championship    | Terzo Turno            | Secondo Turno               |                                                                 |
| 2019/20 | 17° nella Premier League | Terzo Turno            | Finalista                   |                                                                 |